# Edguy
Edguy es una banda de power metal originaria de Fulda, Alemania. Fundada en 1992 por los músicos Tobias Sammet (voz y teclados), Jens Ludwig (guitarra líder) y Dirk Sauer (guitarra rítmica) e influenciada principalmente por la agrupación también alemana Helloween, la banda publicó su primer álbum, Savage Poetry, de manera independiente en 1995.
Más adelante firmaron un contrato con la discográfica AFM, con la que grabaron cinco álbumes de estudio (entre ellos una reedición de Savage Poetry). Desde el lanzamiento del álbum Hellfire Club de 2004, la banda ha estado asociada con la discográfica Nuclear Blast, con la que ha publicado exitosos álbumes en términos comerciales como Rocket Ride (octavo lugar en las listas de éxitos de Alemania y Suecia, 2006), Age of the Joker (tercer lugar en Alemania, 2011) y Space Police: Defenders of the Crown (segundo lugar en Alemania, 2014).
Tobias Sammet, cantante, tecladista y principal compositor de la banda, ha estado en el seno de la misma desde su fundación, alternando su trabajo en Edguy con su proyecto paralelo, Avantasia, una ópera metal en la que se rodea de importantes músicos de la escena power metal como Jørn Lande, Timo Tolkki, Kai Hansen, Michael Kiske, André Matos, Doro, entre otros.

## Historia

### Inicios (1992-1996)
En 1992, en la pequeña ciudad de Fulda, en Hessen, Alemania, cuatro estudiantes de bachillerato de apenas catorce años que se burlaban de su estirado profesor de matemáticas Edgar Zimmerer, formaron su propia banda de heavy metal. El nombre "Edguy" surgió como un epíteto para el profesor Zimmerer. Inicialmente la banda estaba compuesta por Tobias Sammet (voz y teclados), Jens Ludwig (guitarra principal), Dirk Sauer (guitarra rítmica) y Dominik Storch (batería). Con toques de irreverencia poco particulares para su género, la banda se dirigió claramente a un sonido power metal europeo, con Tobias Sammet como creativo principal de la misma.
Después de lanzar los demos Evil Minded y Children Of Steel, ambos en 1994, la banda publicó de manera independiente su primer larga duración, Savage Poetry, en 1995. Ese mismo año obtuvieron un contrato discográfico con el sello AFM Records.

### AFM Records (1997-2003)
En 1997 fue publicado su segundo trabajo discográfico y primer disco de estudio propiamente dicho, Kingdom of Madness. El baterista Dominik Storch abandonó la agrupación poco tiempo después. En 1998 salió al mercado su segundo disco de estudio, Vain Glory Opera, el cual supuso tanto un salto de calidad técnica y de sonido como la posibilidad de darse a conocer al gran público. Para las sesiones de grabación, la batería corrió a cargo de Frank Lindenthal. Al terminar la grabación del disco, la banda reclutó al baterista Felix Bohnke. Asimismo contaron con la ayuda de Timo Tolkki, de la banda Stratovarius, a cargo de la producción, lo que proporcionó al disco una calidad en el sonido muy superior de lo que se había escuchado en trabajos anteriores. Tolkki también colaboró en las guitarras en la canción "Out of Control". A las voces se incluyó como artista invitado a Hansi Kürsch, de la banda Blind Guardian, en "Out Of Control" y "Vain Glory Opera", el tema que le da título al álbum. A día de hoy, este álbum sigue estando entre los más populares de la banda para los fanáticos y la crítica especializada.

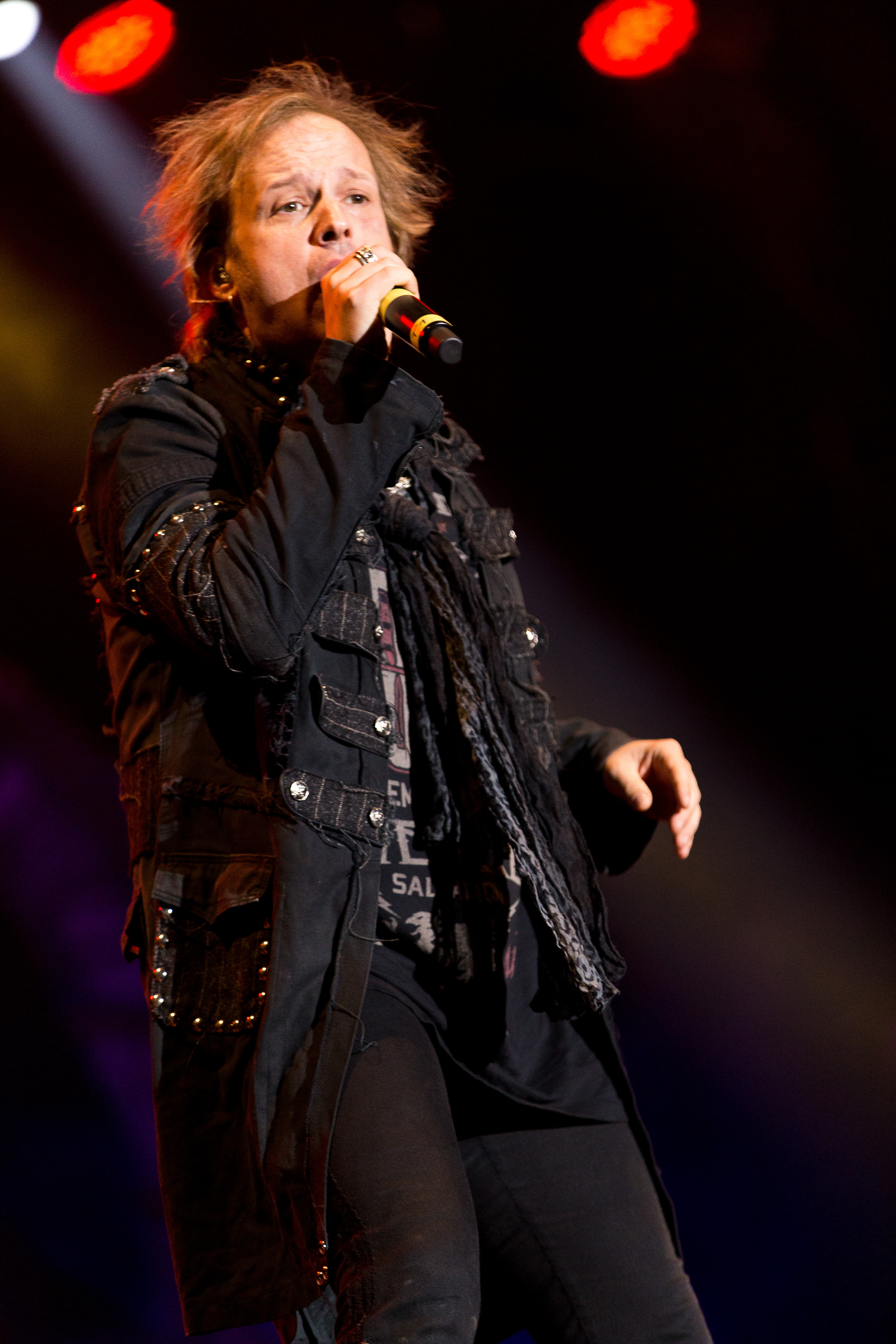
Tobias Sammet, cantante, tecladista y principal compositor de Edguy.

Tobias Sammet era el encargado de aportar la melodía del bajo mediante el teclado hasta ese momento, pero en 1998, un músico llamado Tobias Exxel se unió a la banda como bajista. En 1999 la banda publicó su tercer álbum de estudio, Theater of Salvation, el primero con Tobias Exxel al bajo y Felix Bohnke a la batería, la formación definitiva completa y que perdura hasta la actualidad. Este nuevo álbum supuso, de nuevo, un salto cualitativo en cuanto a madurez, calidad y originalidad. Está considerado por la crítica y sus fanáticos como el mejor trabajo de Edguy hasta la fecha. Alabados por los medios y los seguidores de toda Europa, llegaron también a Japón donde consiguieron un registro de ventas impresionante. Posteriormente, en el año 2000, y gracias a la presión de los fanáticos que pedían a la banda un relanzamiento de su primer trabajo discográfico, fue publicado The Savage Poetry, nueva versión del disco del mismo nombre publicado independientemente en 1995.
A finales del año 2000, Tobias Sammet sacó a la venta el primer álbum de un macroproyecto paralelo en el que había estado trabajando durante la gira de presentación del disco Theater of Salvation. Este proyecto, llamada Avantasia (nombre compuesto por la unión de los términos «Avalon» y «Fantasia»), se convirtió en la banda paralela de Sammet. El álbum fue titulado The Metal Opera - Part I y contó con una gran variedad de músicos invitados y algunas de las voces más respetadas dentro del mundo del metal. El proyecto fue completado en el año 2002 con The Metal Opera - Part II, siendo todo un éxito de crítica y ventas.
En el primer trimestre del año 2001 la banda retornó al estudio, y con la ayuda de Miko Karmila, productor de álbumes de Stratovarius y otras agrupaciones, produjo su quinto álbum de estudio, titulado Mandrake. En este disco la banda continúa con la evolución positiva que inició desde su primer álbum, tanto a nivel vocal como instrumental. Durante la presentación de este trabajo la agrupación realizó una gira mundial por primera vez en el marco del «Mandrake World Tour 2001», que fue todo un éxito. Ese mismo año salieron al mercado dos EP de producción muy limitada, titulados Painting On The Wall y La Marche Des Gendarmes; este último fue una producción exclusiva para el mercado francés.
En el año 2003, Edguy produjo su primer álbum doble en vivo, titulado Burning Down the Opera, grabado íntegramente en París, Francia. El contrato de la agrupación con AFM había expirado en ese momento, dándoles la oportunidad de firmar con Nuclear Blast Records a finales de 2003.

### Nuclear Blast Records (2004-presente)

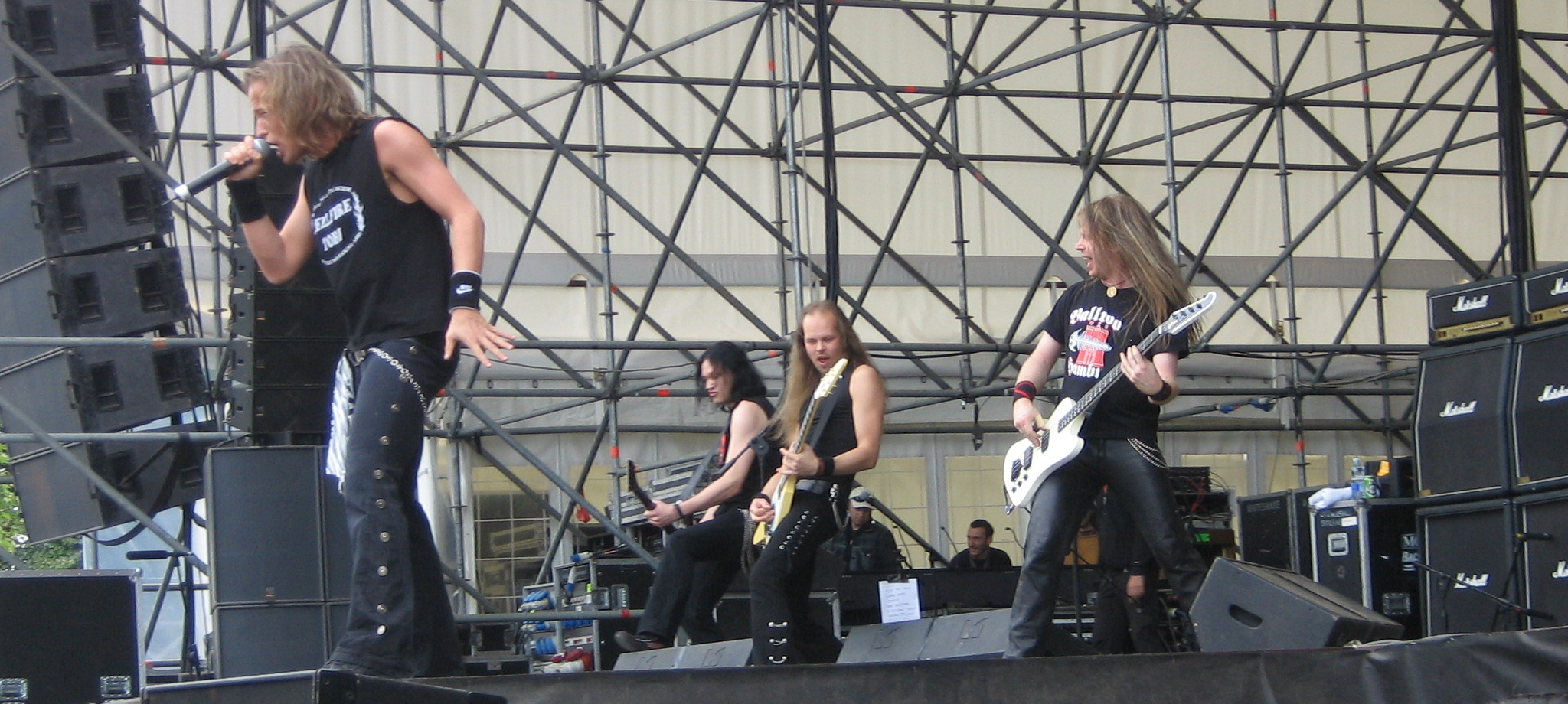
Edguy en el festival Gods of Metal, 2006.

En abril del año 2004 fue publicado el sexto álbum de estudio de la banda, HellFire Club, el cual demostró el interés de sus músicos en experimentar integrando arreglos orquestales en la composición. Muy al contrario de sus álbumes anteriores, en los cuales se aprecia una gran influencia del power metal de Helloween, en HellFire Club se aprecian riffs mucho más oscuros y distorsionados que en sus anteriores publicaciones. La canción "Lavatory Love Machine" fue publicada como sencillo. La productividad de la banda continuó en 2005 con el lanzamiento del EP Superheroes, seguido del álbum de estudio Rocket Ride en enero de 2006. Este disco contiene menos elementos sinfónicos y de speed metal. Un año después salió al mercado el DVD Superheroes Heroic DVD Edition.
Después de una gira con Avantasia, Tobias Sammet retornó a Edguy para el lanzamiento del recopilatorio The Singles y del álbum de estudio Tinnitus Sanctus, publicado el 14 de noviembre de 2008. Sammet afirmó que este disco es la culminación de sus dotes como compositor, y que es el álbum que siempre había querido grabar. Sin embargo, una parte importante de su público consideró que el disco se aleja por completo del sonido original de Edguy. No obstante, esta producción los llevó a consagrarse como la banda más representativa del power metal alemán de los últimos tres años, al vender 30 millones de copias.

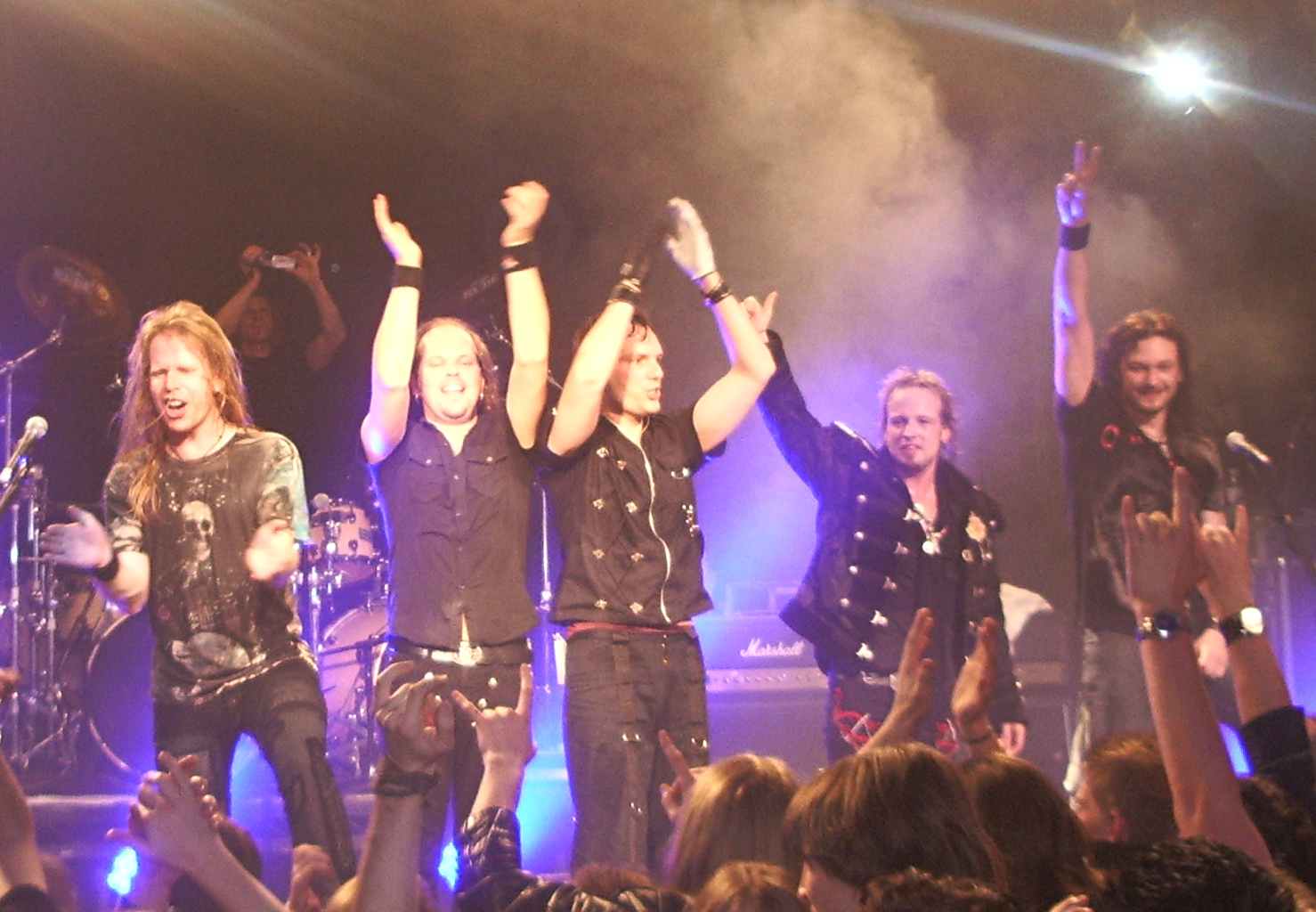
Edguy en vivo, 2009.

Tras renovar su contrato con Nuclear Blast a finales de 2008, la banda lanzó el DVD en directo Fucking with Fire – Live en 2009 con material en vivo durante la gira promocional del disco Rocket Ride en la ciudad de São Paulo, Brasil. Acto seguido la agrupación salió de gira como acto de apertura de la banda Scorpions en sus fechas en Alemania para su gira de despedida en 2010.
Edguy publicó su noveno disco de estudio, Age of the Joker, en agosto de 2011. La agrupación salió de gira por Europa y Suramérica, incluyendo algunas fechas con Slash y Deep Purple, seguidas de una aparición en el festival anual 70000 Tons of Metal, llevado a cabo en un crucero.

### Actualidad
El 28 de enero de 2014, Edguy relevó el nombre de su nuevo álbum de estudio, Space Police: Defenders of the Crown, que fue publicado finalmente el 18 de abril del mismo año. En el disco fue incluida una versión de la famosa canción "Rock Me Amadeus" del cantante de pop austriaco Falco.
El 14 de julio de 2017 fue publicado un disco doble titulado Monuments. Se trata de un álbum recopilatorio que, además de contener clásicos de la banda como "Lavatory Love Machine", "Superheroes", "Tears of a Mandrake" y "Ministry of Saints", presenta cinco canciones nuevas.
Desde ese momento, la actividad de la banda está parada, sin que hayan comunicado su separación. Tobias Sammet está dedicado de forma intensa y virtualmente exclusiva a su proyecto Avantasia desde 2015.

## Estilo
Las letras, metafóricas por lo general, aluden a temas tanto sociales como metafísicos, los lineamientos de la iglesia y los peligros de la civilización moderna. Para manifestar estos temas, Edguy utiliza expresiones esotéricas y herméticas. Por otro lado, muchos de sus temas son ligeros y hasta cómicos. Edguy no representa ninguna ideología en particular, como afirma el mismo Sammet: «No somos políticos ni religiosos. Por lo menos, no hay mensajes claves en nuestros temas que te lleven a pensar nada en cuanto a cualquier cosa».
HellFire Club reveló el interés de Edguy por experimentar dentro de la música al integrar una orquesta en la producción. El álbum incluyó una variación en el estilo de la banda, con un enfoque más progresivo. El álbum Rocket Ride presenta incluso menos elementos de power metal, y podría decirse que está más orientado hacia el hard rock. Su siguiente álbum, Tinnitus Sanctus, contiene aún más canciones de hard rock; es evidente una gran reducción del uso de pedal de doble bombo, en contraste con los álbumes más antiguos de Edguy, como Vain Glory Opera, donde se aprecia un doble bombo muy rápido, que es común en el power metal. Cuando se le preguntó si el término "happy heavy metal" es aplicable al estilo de Edguy, Tobias rechazó esta idea y agregó: «Somos una banda de heavy metal. Tocamos metal fuerte, poderoso, a veces irónico. Somos extravagantes y no nos tomamos demasiado en serio, pero eso también se aplica a Van Halen, ¿verdad? ¿Son happy rock? No, tienen sentido del humor y son geniales, al igual que nosotros».

## Miembros

### Actuales
- Tobias Sammet - Voces y teclado (1992), bajo (1992-1998)
- Jens Ludwig - Guitarras (1992)
- Dirk Sauer - Guitarra rítmica (1992)
- Tobias Exxel - Bajo (1999)
- Felix Bohnke - Batería (1998)

| [[File:Tobias Sammet.jpg\|250px\|alt={{{Alt\|{{{descripción}}}]] | [[File:Jens Ludwig 2010.03.20.jpg\|150px\|alt={{{Alt\|{{{descripción}}}]] | [[File:Dirk Sauer 2009.01.10.jpg\|200px\|alt={{{Alt\|{{{descripción}}}]] | [[File:Tobias Exxel 2010.03.20.jpg\|250px\|alt={{{Alt\|{{{descripción}}}]] | [[File:FelixBohnke.jpg\|250px\|alt={{{Alt\|{{{descripción}}}]] |
| Tobias Sammet                                                    | Jens Ludwig                                                               | Dirk Sauer                                                               | Tobias Exxel                                                               | Felix Bohnke                                                   |

### Anteriores
- Dominik Storch - Batería (1992 - 1997)
- Frank Lindenthal - Batería (1998)

### Invitados

#### Vain Glory Opera
- Andy Allendorfer – Voces
- Ralf Zdiarstek - Voces
- Hansi Kürsch - Voces
- Timo Tolkki – Guitarra
- Frank Lindenthal - Batería

#### Mandrake
- Rob Rock - Voces

#### HellFire Club
- Miland Petrozza - Voces

## Discografía

### Álbumes de estudio
| 1997 | Kingdom of Madness                   | AFM           | -  | -  | -  | -  | -  | -  | -  |
| 1998 | Vain Glory Opera                     | AFM           | -  | -  | -  | -  | -  | -  | -  |
| 1999 | Theater of Salvation                 | AFM           | 66 | -  | -  | -  | -  | 50 | -  |
| 2000 | The Savage Poetry                    | AFM           | 79 | -  | -  | -  | -  | 60 | -  |
| 2001 | Mandrake                             | AFM           | 19 | -  | -  | 47 | -  | 32 | -  |
| 2004 | HellFire Club                        | Nuclear Blast | 26 | 68 | 22 | 54 | -  | 6  | 81 |
| 2006 | Rocket Ride                          | Nuclear Blast | 8  | 50 | 25 | -  | -  | 8  | 50 |
| 2008 | Tinnitus Sanctus                     | Nuclear Blast | 19 | 50 | -  | 85 | -  | 28 | 41 |
| 2011 | Age of the Joker                     | Nuclear Blast | 3  | 30 | 15 | 98 | 44 | 10 | 13 |
| 2014 | Space Police: Defenders of the Crown | Nuclear Blast | 2  | 27 | 12 | 72 | 59 | 28 | 13 |

### Álbumes en vivo
- Burning Down the Opera (2003)
- Fucking with Fire - Live (2009)

### Sencillos
- "La Marche Des Gendarmes" (2001)
- "Painting on the Wall" (2001)
- "Lavatory Love Machine" (2004)

### Demos
- Evil Minded (1993)
- Children of Steel (1994)
- Savage Poetry (1995)

### EP
| 2004 | King of Fools | 39 | 67 | 12 | -  | -  | 16 | 98 |
| 2005 | Superheroes   | 25 | -  | -  | 96 | 48 | 10 | 52 |

### Álbumes recopilatorios
- Hall of Flames (2004)
- The Singles (2008)
- Monuments (2017)

### Vídeos
- "All the Clowns" (2001)
- "King of Fools" (2004)
- "Lavatory Love Machine" (2004)
- "Superheroes" (2005)
- "Ministry of Saints" (2008)
- "Robin Hood"  (2011)
- "Love Tyger" (2014)

### DVD
- Superheroes (2005)[38]
- Fucking With Fire - Live (2009)
- Monuments (2017)